# Assia Dahir
Assia Miski Ahmed Dahir, född Asiya-Miski Ahmed Dahir 5 april 1996 i Angered, är en svensk komiker, journalist, programledare och DJ.

## Biografi
Assia Dahir är född och uppvuxen i Göteborg. Hon började dj:a som 19-åring och har spelat och turnerat utomlands. Hon har även drivit nattklubb i Göteborg.
Dahir började som programledare på Sveriges Radio 2020 på hiphopkanalen P3 Din Gata. Året därpå var hon med som reporter på SVT:s kulturprogram Cyklopernas land. Hon var reporter på "Kärlekens Torg" för Musikhjälpen 2021–2023 för att 2024 vara programledare för Musikhjälpen tillsammans med Linnéa Wikblad och Emil Hansius.
År 2022, tog hon över som programledare för SVT Edit-programmet Kvartsamtalet och gjorde även dokumentären Vad Hände? om Kanye Wests besök i Älmhult, samt började medverka i humorprogrammet Invandrare för Svenskar som paneldeltagare. Inför Eurovision song contest 2023 var Assia Dahir programledare för uppsnacket i Förfest: Eurovision, inför de båda semifinalerna och finalen på Sveriges Television.
Hon nominerades till Årets stjärnskott på Guldörat (2023), och är radiopratare på P3 med Assia och P3 med Torbjörn och Assia.

## Medverkan i TV-produktioner
- 2021 – Musikhjälpen
- 2021 – Cyklopernas land
- 2022 – Kvartsamtalet
- 2022 – Invandrare för Svenskar
- 2023 – Förfest: Eurovision
- 2024 – Musikhjälpen
- 2025 – Detektiverna (TV-serie)